# 新潟県道367号桶海大鹿線
新潟県道367号桶海大鹿線（にいがたけんどう367ごう おけみおおしかせん）は、新潟県妙高市の一般県道である。

## 概要
妙高市桶海のアパリゾート上越妙高付近を起点とし、関川支流の小袴川に沿って大鹿へ至る県道である。デマンドバス冬季ルートとして大谷・桶海線の運行経路の一部に設定されている。

また全線を妙高市道桶海大鹿線として妙高市が管理しており、県道としては実延長無しの取り扱いとなっている。

## 路線データ
- 起点：妙高市大字桶海字笹ノ口(妙高市道関山桶海線交差点)
- 終点：新潟県妙高市大字大鹿字傾城清水(新潟県道97号飯山斑尾新井線交差点)